# Ilema montanata
Ilema montanata är en fjärilsart som beskrevs av Holloway 1982. Ilema montanata ingår i släktet Ilema och familjen tofsspinnare. Inga underarter finns listade i Catalogue of Life.